# We Died, They Remixed
Albums de Architecture in Helsinki
In Case We Die
(2005) Places Like This
(2007)
We Died, They Remixed est un album de remix du groupe australien Architecture in Helsinki sorti le 28 octobre 2006 en Australie.

## Titres
1. Do the Whirlwind (Safety Scissors) (4:38)
2. It'5! (Poutine Dream Mix 33hz & Ming) (4:49)
3. Wishbone (Franc Tetaz) (3:39)
4. Neverevereverdid (Cave Rave Remix YACHT) (4:14)
5. Frenchy I'm Faking (Dat Politics Remix) (2:35)
6. Tiny Paintings (Tiny Paintings Remix Squeak E. Clean and Koool G) (4:03)
7. The Cemetery (Cemetery Sass Emerary New Buffalo) (2:56)
8. In Case We Die (Dj Mehdi) (3:52)
9. Do the Whirlwind (Hot Chip) (4:38)
10. Need to Shout (Mocky) (3:20)
11. Maybe You Can Owe Me (Qua) (3:38)
12. What's in Store? (Up All Night Remix Mountains in the Sky) (4:00)
13. Rendezvous (Potero Hill Isan Three Point Four Five Five Mix Isan) (6:28)
14. Like a Call (Buy Me Now I'm Cheap Remix Jeremy Dower) (5:20)